# Йоноген
Йоноген (рос. ионоген, англ. ionogen —
- 1. Хімічна сполука, здатна утворювати йони під дією відповідного (йонізуючого) розчинника. Наприклад, HCl, RCOOH.
- 2. Атом або група, що здатні йонізуватись (застаріле).

До йоногенів відносяться всі розчинні у воді кислоти, основи і солі.